# ولیکی شیلجگوک
ولیکی شیلجگوک (به لاتین: Veliki Šiljegovac}} یک عوارض جغرافیایی در صربستان است.